# Катаро (вино)

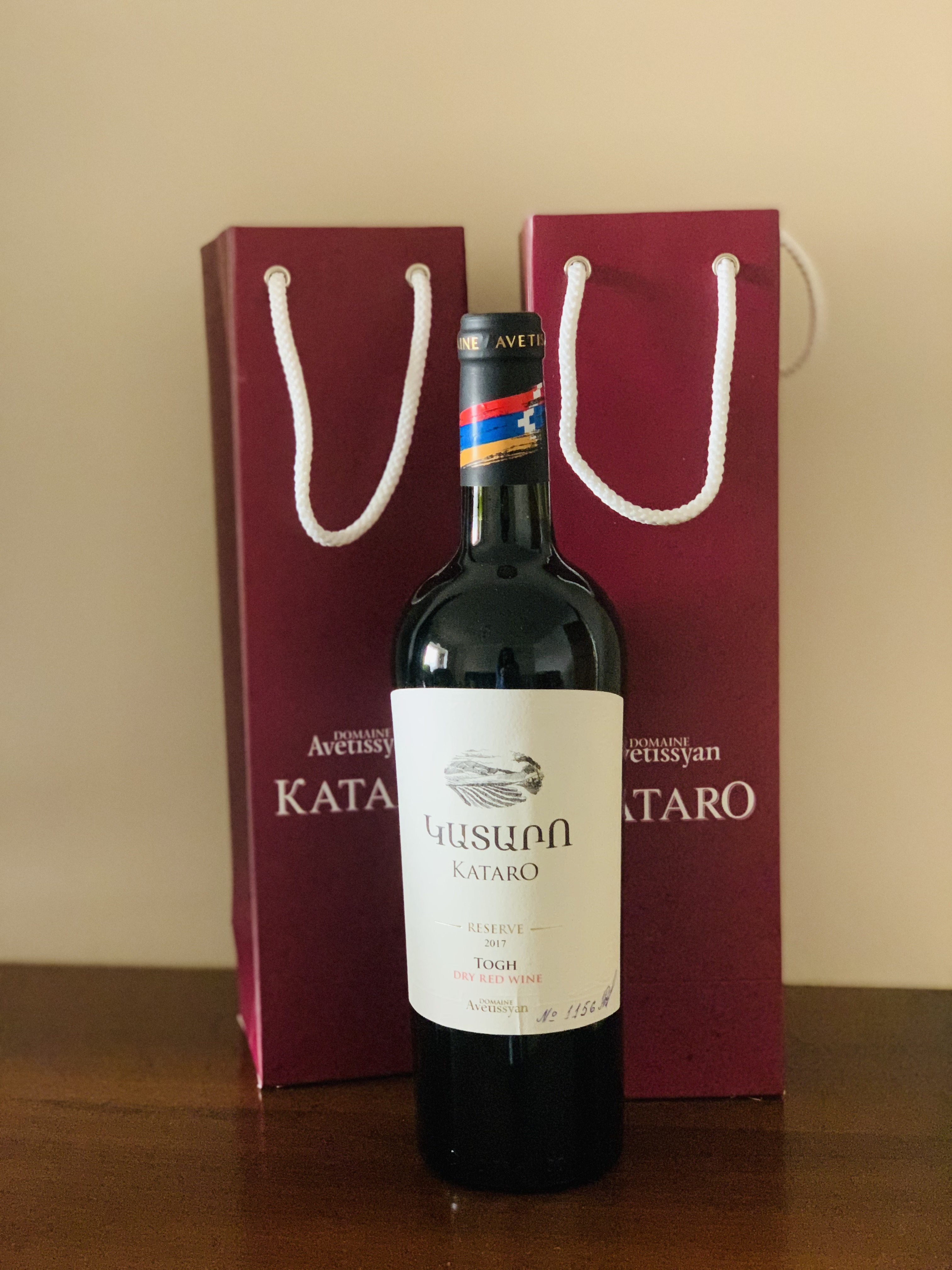

«Катаро» "Domaine Avetissyan", торгова марка вірменського вина, яке вироблялося в Арцаху із винограду. Серед видів існує червоне, біле та рожеве вино.
Завод розташовувався у селі Тох Гадрутського району, яке під час Другої карабаської війни перейшло під контроль Азербайджану.

## Історія
Засновники фабрики Аветисяни займамаються виноградарством з 20-х років минулого століття, а сад був заснований на згадку про династію виноградарів. Григорій Аветисян та члени його родини брали участь у розробці проекту, виноробні та винограднику. Консультації з французьким експертом з виноградарства Жулем Лалуном. У 2010 році відроджено виробництво вина, яке згодом також експортувалося.

## Виноградник
Виноградник знаходився в селі Тох Гадрутського району НКР, на висоті 740-780 метрів над рівнем моря . Виноградник був висаджений на південних схилах, де ґрунт переважно глинистий. Зима м’яка (рідко досягає -18 °C). Щільність посадки - 1650 винограду/га, планувалося створити сад із більшою щільністю, до 5000 винограду/га. Для винограднику було обрано 80 найкращих чагарників. Французький виноградар Жульєн Лалу вибрав спеціальний оптимальний пульс для цього типу.

## Винзавод
Червоне вино Катаро виготовлялося у власній виноробні. Виноград збирали як традиційний вірменський урожай, бродіння проходило в бочках з нержавіючої сталі, при контрольованій температурі. Для зберігання вина використовували бочки з карабаського дуба. Щороку "Катаро" виробляв близько 60-100 тис. пляшок вина.

### Червоний Катаро
Червоне вино Катаро отримували із сорту Хндогні (100%), зібраного з виноградників неподалік села Тох Гадрутського району. Вино прозоре темно-червоне. Його обробляли у виноробні села Тох, зберігали в нержавіючих цистернах при спеціальній температурі.

### Червоного Катаро Reserve
Червоне вино Reserve також отримували із сорту Хндогні (100%). Зберігалося у бочках з карабаського дуба 12 місяців, додатково зберігалося у коробках при температурному режимі 14-16 °С.

## Зовнішні посилання
- Офіційний вебсайт